# Navaltoril
Navaltoril es una pedanía del municipio español de Robledo del Mazo, en la provincia de Toledo, comunidad autónoma de Castilla-La Mancha.

## Etimología y origen
Este pueblo se debió fundar a mediados del siglo XVII; sus primeros pobladores eran pastores o vaqueros. Estos vaqueros descendían de Robledillo, pueblo junto a la sierra de las Pedrizas, que también es un anejo de Robledo del Mazo. Estos vaqueros pastaban con sus ganados por el río Gévalo. De esta forma hicieron uno o varios corrales donde guardaban sus ganados, vacas y toros. Le dieron el nombre de “Toril” (Junto el Toril, con navas, el territorio más llano, sacan el conjunto o nombre de “Navaltoril”).

## Economía local
Desde su fundación, la población ha vivido de la agricultura y la ganadería. Ha tenido como industrias molinos de moler cereales, molino de hacer aceite, tejares para hacer tejas, ladrillos, baldosas y tinajas para curar y conservar el vino ya que en el siglo XVIII había muchas viñas. 
Navaltoril está rodeado de cotos de caza mayor: los hijos y amigos del pueblo conservan uno de ellos.

## Demografía
La población siempre ha sido más bien escasa. En los siglos XVIII, XIX y mediados del XX alcanzó una población entre 1.300 y 1.600 habitantes. En la década de los años 1950 la población emigró debido a la repoblación forestal. Daba la impresión de que Navaltoril quedaría desierto. Pero afortunadamente en 2015 había empadronadas 40 personas según los datos oficiales del INE.

## Patrimonio
Tiene una iglesia que se inauguró el 8 de diciembre de 1889. La patrona de Navaltoril es La Purísima, la cual se celebra el mismo día 8 de diciembre.

## Fiestas
- Fiestas de agosto. Primer fin de  semana de este mes. Son conocidas también como "Fiesta de los amigos e hijos de Naval-Toril" (se fundaron en el año 1978). El pueblo estaba muy despoblado y estas fiestas han hecho crear un gran ambiente. Son fiestas muy familiares y sirven como punto de reencuentro para todos. Las fiestas de Navaltoril, son las mejores del valle del Gévalo, devido a su gran variedad de eventos, por eso son considerados reyes y reinas del valle.
- 8 de diciembre: Inmaculada Concepción.

- Datos: Q9048960
- Multimedia: Navaltoril / Q9048960